# پروشکوف
پروشکوف (به لاتین: Pruszków) یک منطقهٔ مسکونی در لهستان است که در استان ماسوویان واقع شده‌است.

## خصوصیات
پروشکوف ۱۹٫۱۵ کیلومترمربع مساحت و ۶۰٬۰۶۸ نفر جمعیت دارد.

## خواهرخوانده
شهرهای ایمپرونتا، اسلینگن آم نکا و Gmina Prószków خواهرخوانده‌های پروشکوف هستند.

## نگارخانه

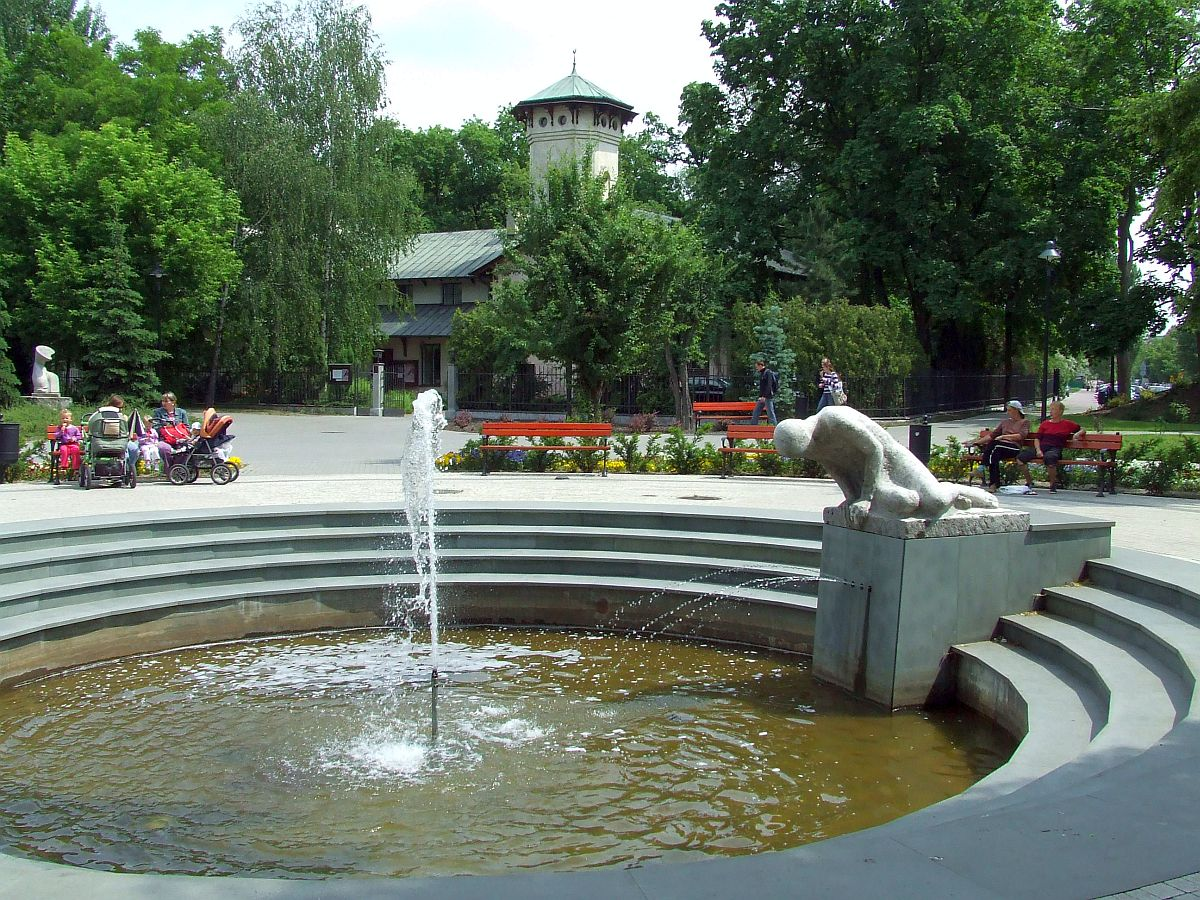
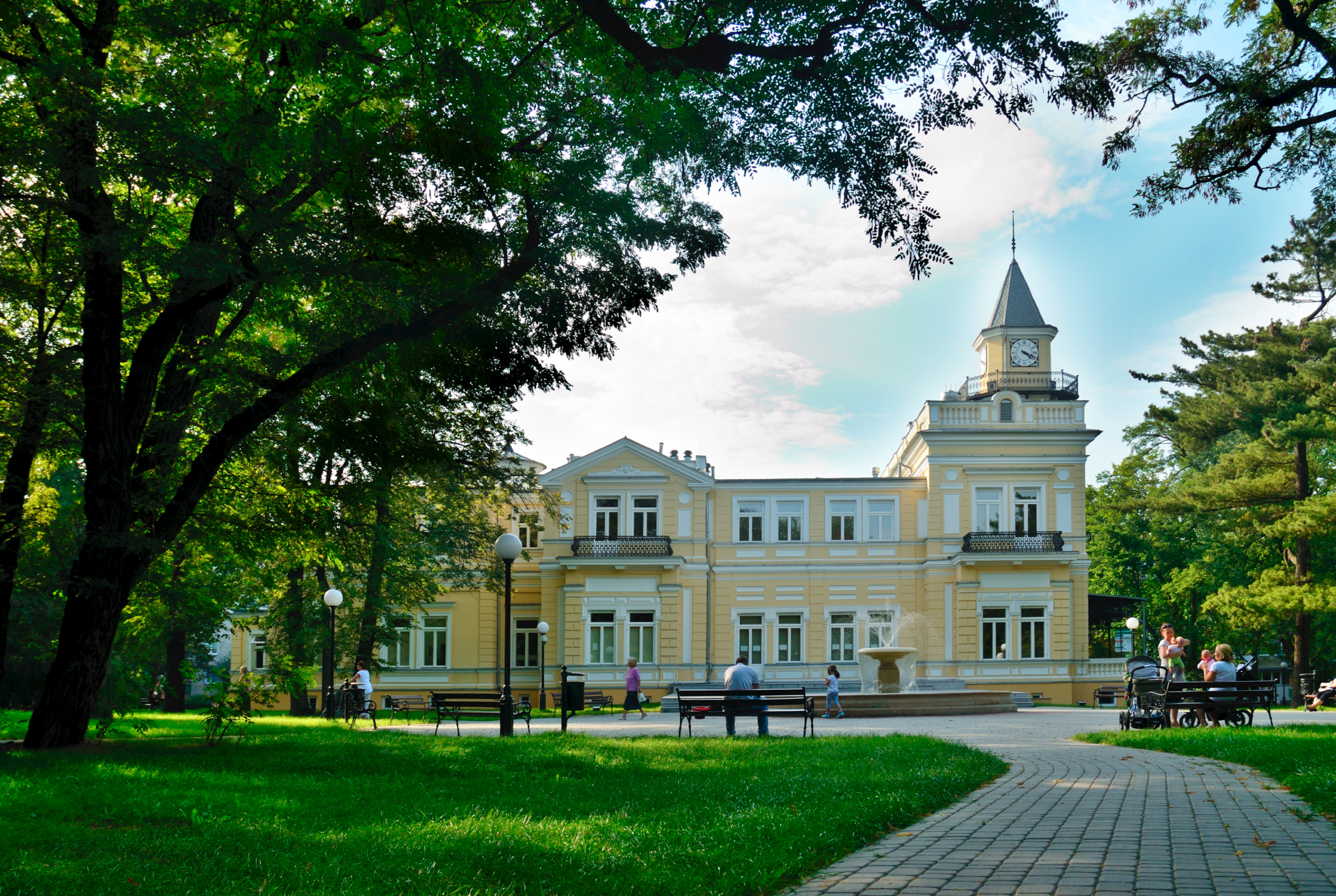